# Carl Swenson
Carl Swenson (* 20. April 1970 in Corvallis, Oregon) ist ein ehemaliger US-amerikanischer Skilangläufer und Mountainbiker.

## Werdegang
Swenson trat im Skilanglauf international erstmals bei den Junioren-Skiweltmeisterschaften 1990 in Les Saisies in Erscheinung. Dort belegte er den 59. Platz über 10 km klassisch und den 53. Rang über 30 km Freistil. Sein erstes Rennen im Continental-Cup lief er im Dezember 1993 in Tauplitz und errang dabei den 58. Platz über 15 km klassisch. Bei seiner ersten Olympiateilnahme im folgenden Jahr in Lillehammer kam er auf den 45. Platz über 30 km Freistil. In der Saison 1995/96 und 1996/97 holte er je zwei Siege im Continental-Cup. Bei den Nordischen Skiweltmeisterschaften 1995 in Thunder Bay belegte er den 41. Platz über 50 km Freistil und den 14. Rang mit der Staffel und bei den Nordischen Skiweltmeisterschaften 1997 in Trondheim den 64. Platz über 30 km Freistil und den 15. Rang mit der Staffel. In der Saison 2000/01 siegte er dreimal im Continental-Cup und holte in Soldier Hollow mit dem 17. Platz im Sprint seine ersten Weltcuppunkte. Seine besten Platzierungen bei den Nordischen Skiweltmeisterschaften 2001 in Lahti waren der 21. Platz über 50 km Freistil und der 13. Rang mit der Staffel. In der folgenden Saison wurde er Dritter beim American Birkebeiner und erreichte im Ramsau am Dachstein mit dem 11. Platz im 30-km-Massenstartrennen seine beste Einzelplatzierung im Weltcup. Diese Platzierung wiederholte er in den folgenden Jahren im Weltcup zweimal. Beim Saisonhöhepunkt, den Olympischen Winterspielen 2002 in Salt Lake City, kam er auf den 56. Platz im 30-km-Massenstartrennen, auf den 29. Rang im Sprint und zusammen mit John Bauer, Kris Freeman und Justin Wadsworth auf den fünften Platz mit der Staffel. Sein bestes Resultat bei den Nordischen Skiweltmeisterschaften im folgenden Jahr im Val di Fiemme war der fünfte Platz über 50 km Freistil. In der Saison 2003/04 wurde er US-amerikanischer Meister über 10 km Freistil und 30 km klassisch. Zudem kam er im Weltcup dreimal in die Punkteränge und erreichte mit dem 64. Platz im Gesamtweltcup sein bestes Gesamtergebnis. Im folgenden Jahr nahm er bei den Nordischen Skiweltmeisterschaften in Oberstdorf am Skiathlon teil, den er aber vorzeitig beendete. Bei den Olympischen Winterspielen 2006 in Turin lief er auf den 39. Platz im Skiathlon und zusammen mit Kris Freeman, Lars Flora und Andrew Johnson auf den 12. Platz mit der Staffel. Sein letztes Weltcuprennen absolvierte er im März 2006 in Oslo und errang dabei den 37. Platz über 50 km Freistil.
Als Mountainbiker nahm Swenson an mehreren Weltmeisterschaften teil und gewann bei den Panamerikanischen Spielen 1999 die Silbermedaille. Außerdem war er 2000 US-amerikanischer Meister. Außerdem besuchte er das Dartmouth College und die SJ Quinney School of Law der University of Utah. Er wurde Strafverteidiger bei der New Hampshire Public Defender Agency. Swenson war von 2004 bis 2006 im Vorstand des Internationalen Skiverbandes tätig und ab 2007 im Vorstand der US-Anti-Doping-Agentur tätig.

## Teilnahmen an Weltmeisterschaften und Olympischen Winterspielen

### Olympische Spiele
- 1994 Lillehammer: 45. Platz 30 km Freistil
- 2002 Salt Lake City: 5. Platz Staffel, 29. Platz Sprint Freistil, 56. Platz 30 km Freistil Massenstart
- 2006 Turin: 12. Platz Staffel, 39. Platz 30 km Skiathlon

### Nordische Skiweltmeisterschaften
- 1995 Thunder Bay: 14. Platz Staffel, 41. Platz 50 km Freistil
- 1997 Trondheim: 15. Platz Staffel, 64. Platz 30 km Freistil
- 2001 Lahti: 13. Platz Staffel, 21. Platz 50 km Freistil, 24. Platz Sprint Freistil, 75. Platz 20 km Doppelverfolgung
- 2003 Val di Fiemme: 5. Platz 50 km Freistil, 11. Platz 20 km Doppelverfolgung, 12. Platz Staffel, 38. Platz Sprint Freistil
- 2005 Oberstdorf: DNF 30 km Skiathlon

## Siege bei Continental-Cup-Rennen
| Nr. | Datum             | Ort         | Disziplin                  | Serie           |
| --- | ----------------- | ----------- | -------------------------- | --------------- |
| 1.  | 10. Dezember 1995 | Bend        | 10 km Freistil             | Continental-Cup |
| 2.  | 10. Februar 1996  | Thunder Bay | 10 km Freistil             | Continental-Cup |
| 3.  | 7. Dezember 1996  | Kimberley   | 10 km Freistil             | Continental-Cup |
| 4.  | 15. Dezember 1996 | Spokane     | 15 km Freistil             | Continental-Cup |
| 5.  | 15. Januar 2000   | Wasatch     | 50 km Freistil             | Continental-Cup |
| 6.  | 10. Dezember 2000 | Val Cartier | 10 km Freistil             | Continental-Cup |
| 7.  | 28. Januar 2001   | Minneapolis | 15 km Freistil             | Nor-Am-Cup      |
| 8.  | 4. Februar 2001   | Marquette   | 15 km Freistil             | Continental-Cup |
| 9.  | 9. November 2002  | Fairbanks   | 15 km Freistil             | Continental-Cup |
| 10. | 14. Dezember 2002 | Rossland    | 30 km Freistil             | Continental-Cup |
| 11. | 6. Januar 2003    | Rumford     | 10 km Freistil             | Continental-Cup |
| 12. | 12. Januar 2003   | Rumford     | 50 km Freistil Massenstart | Continental-Cup |

## Weltcup-Gesamtplatzierungen
| Saison  | Gesamt | Gesamt | Distanz | Distanz | Sprint | Sprint |
| Saison  | Punkte | Platz  | Punkte  | Platz   | Punkte | Platz  |
| ------- | ------ | ------ | ------- | ------- | ------ | ------ |
| 2000/01 | 14     | 96.    | -       | -       | 14     | 56.    |
| 2001/02 | 55     | 66.    | -       | -       | -      | -      |
| 2002/03 | 3      | 134.   | -       | -       | -      | -      |
| 2003/04 | 64     | 64.    | 64      | 41.     | -      | -      |
| 2004/05 | 2      | 149.   | 2       | 93.     | -      | -      |
| 2005/06 | 55     | 78.    | 55      | 53.     | -      | -      |